# 4-Hydroxy-Tetrahydrodipicolinat-Synthase

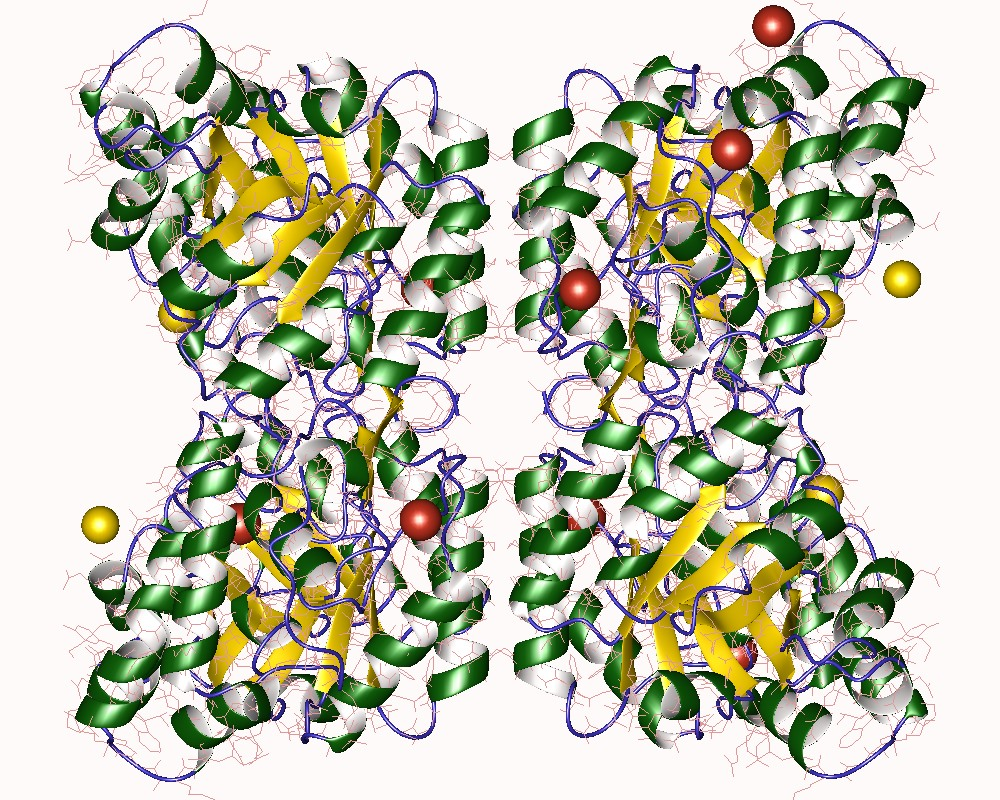
Pflanzliches Dihydrodipicolinat-Synthase-Homotetramer, Vitis vinifera

Die 4-Hydroxy-Tetrahydrodipicolinat-Synthase (EC 4.3.3.7) (ursprüngliche Bezeichnung Dihydrodipicolinat-Synthase, EC 4.2.1.52),  ist ein Enzym, das den ersten Schritt der Biosynthese von Lysin auf dem Diaminopimelat-Weg katalysiert.

## Funktion
Die 4-Hydroxy-Tetrahydrodipicolinat-Synthase katalysiert die Synthese der (4S)-4-Hydroxy-2,3,4,5-tetrahydro-(2S)-dipicolinsäure (HTPA) aus Brenztraubensäure (bzw. Pyruvat) und (2S)-2-Amino-4-oxobutansäure (L-Aspartat-β-semialdehyd):
Das Enzym kommt nur im Diaminopimelat-Weg der Lysin-Biosynthese vor und fungiert als Schlüsselenzym. Es wird angenommen, dass der Reaktionsmechanismus aus drei Schritten besteht. Zunächst reagiert eine Aminogruppe des Enzyms mit der Ketogruppe des Pyruvats zur Schiffschen Base. Im Folgeschritt kommt es zu einer Aldol-Kondensation des Aspartat-β-semialdehyd mit dem zur Schiffschen Base tautomeren Enamin. Im letzten Schritt erfolgt die Cyclisierung und die Freisetzung der 4-Hydroxy-2,3,4,5-tetrahydrodipicolinsäure. die NMR-spektroskopisch als einziges Produkt der Reaktion gefunden wurde.
Der ursprünglich angenommene Reaktionsmechanismus der Enzymkatalyse ging davon aus, dass es sich bei dem Produkt um 2,3-Dihydrodipicolinat handelt. Daher wurde das Enzym als Dihydrodipicolinat-Synthase EC 4.2.1.52 klassifiziert. Nachdem jüngere Studien die 4-Hydroxy-2,3,4,5-tetrahydrodipicolinsäure als Produkt nahelegten, erfolgte die Umklassifizierung zur 4-Hydroxy-Tetrahydrodipicolinat-Synthase. Die Identität des Produkts wird in der Literatur jedoch kontrovers diskutiert.

## Struktur
Pflanzliches DHDPS ist ein Homotetramer, das aus einem Dimer enger Dimere besteht. Das aktive Zentrum befindet sich in der Mitte eines 8-faltigen α/β-Fass in jedem Monomer, wobei sich die Lysin-Bindungsstelle in einer Spalte an der engen Dimer-Grenzfläche befindet.

## Externe Links zu erwähnten Verbindungen
1. ↑  Externe Identifikatoren von bzw. Datenbank-Links zu (4S)-4-Hydroxy-2,3,4,5-tetrahydro-(2S)-dipicolinsäure:  CAS-Nr.: 185103-33-7, PubChem: 53323638, ChemSpider: 26386323, Wikidata: Q27135685.